# Élections présidentielles sous la Cinquième République dans le Cher
Depuis l'adoption de la Constitution de la Cinquième République française en 1958, dix élections présidentielles ont eu lieu afin d'élire le président de la République. Cette page présente les résultats de ces élections dans le Cher.

## Synthèse des résultats du second tour
Le Cher vote traditionnellement plus à gauche que la France. Il a en particulier placé François Mitterrand en tête au second tour lors de l'élection de 1974 qui a vu la victoire de Valéry Giscard d'Estaing. En 2012, François Hollande obtient 2,4 points de plus qu'au niveau national. En 2017 Emmanuel Macron obtient 5 points de moins.
| année | Répartition des exprimés | Répartition des exprimés | Participation (% des inscrits) | Blancs ou nuls (% des votants) |

| 2022 | Emmanuel Macron (52,56 %) (France : 58,55 %) | Marine Le Pen (47,44 %) (France : 41,45 %) | 73,16 % (France : 71,99 %) | 7,26 % (France : 6,23 %) |

| 2017 | Emmanuel Macron (61,17 %) (France : 66,10 %) | Marine Le Pen (38,83 %) (France : 33,90 %) | 74,66 % (France : 77,77 %) | 2,35 % (France : 2,47 %) |

| 2012 | François Hollande (54,04 %) (France : 51,64 %) | Nicolas Sarkozy (45,96 %) (France : 48,36 %) | 80,38 % (France : 80,35 %) | 2,16 % (France : 5,82 %) |

| 2007 | Nicolas Sarkozy (51,39 %) (France : 53,06 %) | Ségolène Royal (48,61 %) (France : 46,94 %) | 82,43 % (France : 83,97 %) | 1,73 % (France : 4,20 %) |

| 2002 | Jacques Chirac (83,07 %) (France : 82,21 %) | J.-M. Le Pen (16,93 %) (France : 17,79 %) | 73,35 % (France : 79,71 %) | 3,86 % (France : 3,38 %) |

| 1995 | Jacques Chirac (50,65 %) (France : 52,64 %) | Lionel Jospin (49,35 %) (France : 47,36 %) | 79,49 % (France : 78,38 %) | 3,32 % (France : 2,81 %) |

| 1988 | François Mitterrand (57,07 %) (France : 54,02 %) | Jacques Chirac (42,93 %) (France : 45,98 % %) | 82,21 % (France : 81,35 %) | 2,18 % (France : 2,00 %) |

| 1981 | François Mitterrand (52,81 %) (France : 51,76 %) | Valéry Giscard d'Estaing (47,19 %) (France : 48,24 %) | 83,09 % (France : 81,09 %) | 1,73 % (France : 1,62 %) |

| 1974 | Valéry Giscard d'Estaing (47,98 %) (France : 50,81 %) | François Mitterrand (52,02 %) (France : 49,19 %) | 85,37 % (France : 84,23 %) | 0,92 % (France : 0,92 %) |

| 1969 | Georges Pompidou (56,27 %) (France : 58,21 %) | Alain Poher (43,73 %) (France : 41,79 %) | 77,98 % (France : 77,59 %) | 1,21 % (France : 1,29 %) |

| 1965 | Charles de Gaulle (50,13 %) (France : 55,20 %) | François Mitterrand (49,87 %) (France : 44,80 %) | 83,76 % (France : 84,75 %) | 1,02 % (France : 1,01 %) |

|  | ▲ |

## Résultats détaillés par scrutin

### 2022
Arrivé en tête du premier tour, le président sortant Emmanuel Macron (27,85 %) affronte Marine Le Pen (23,15 %), un duel identique à celui du scrutin de 2017. C'est la deuxième fois qu'un second tour opposant les mêmes candidats à deux scrutins présidentiels consécutifs a lieu après ceux où se sont affrontés Valéry Giscard d'Estaing et François Mitterrand en 1974 et 1981.
En troisième position avec 21,95 % des voix, Jean-Luc Mélenchon réalise le score le plus élevé de ses trois candidatures et arrive largement en tête de la gauche, mais échoue à accéder au second tour, avec environ 400 000 voix de moins que Marine Le Pen.
Une nouvelle fois, les partis politiques traditionnels sont absents du second tour, dans des proportions encore plus importantes que lors de la précédente élection. Le Parti socialiste et Les Républicains, représentés respectivement par Anne Hidalgo et Valérie Pécresse, s'effondrent avec des scores historiquement faibles et n'atteignent pas le seuil des 5 %, condition permettant d'être remboursé des frais de campagne.
Le second tour voit Emmanuel Macron l'emporter par 58,55 % des suffrages exprimés, permettant ainsi au président sortant d'entamer un second mandat. Le septennat ayant été aboli en 2000, il devient ainsi le premier président de la République française à être réélu pour un deuxième quinquennat, le deuxième président de la Cinquième République réélu hors période de cohabitation et le quatrième président de la Cinquième République réélu.
Dans le Cher, Marine Le Pen arrive en tête du premier tour avec 27,89 % des exprimés, suivie de Emmanuel Macron (27,10 %), Jean-Luc Mélenchon (17,38 %), Éric Zemmour (6,74 %) et Valérie Pécresse (5,08 %). Au second tour, les électeurs ont voté à 52,56 % pour Emmanuel Macron contre 47,44 % pour Marine Le Pen avec un taux de participation de 73,16 % des inscrits.
| Candidats                | Candidats                | Partis                   | Premier tour | Premier tour | Second tour | Second tour |
| Candidats                | Candidats                | Partis                   | Voix         | %            | Voix        | %           |
| ------------------------ | ------------------------ | ------------------------ | ------------ | ------------ | ----------- | ----------- |
|                          | Marine Le Pen            | RN                       | 44 772       | 27,89        | 70 160      | 47,44       |
|                          | Emmanuel Macron          | LREM                     | 43 497       | 27,10        | 77 739      | 52,56       |
|                          | Jean-Luc Mélenchon       | LFI                      | 27 901       | 17,38        |             |             |
|                          | Éric Zemmour             | REC                      | 10 822       | 6,74         |             |             |
|                          | Valérie Pécresse         | LR                       | 8 147        | 5,08         |             |             |
|                          | Fabien Roussel           | PCF                      | 5 749        | 3,58         |             |             |
|                          | Jean Lassalle            | RES                      | 5 495        | 3,42         |             |             |
|                          | Yannick Jadot            | EELV                     | 5 028        | 3,13         |             |             |
|                          | Nicolas Dupont-Aignan    | DLF                      | 3 770        | 2,35         |             |             |
|                          | Anne Hidalgo             | PS                       | 2 585        | 1,61         |             |             |
|                          | Philippe Poutou          | NPA                      | 1 463        | 0,91         |             |             |
|                          | Nathalie Arthaud         | LO                       | 1 304        | 0,81         |             |             |
|                          |                          |                          |              |              |             |             |
| Votes valides            | Votes valides            | Votes valides            | 160 533      | 97,43        | 147 899     | 90,07       |
| Votes blancs             | Votes blancs             | Votes blancs             | 3 146        | 1,91         | 12 510      | 7,62        |
| Votes nuls               | Votes nuls               | Votes nuls               | 1 083        | 0,66         | 3 793       | 2,31        |
| Total                    | Total                    | Total                    | 164 762      | 100          | 164 202     | 100         |
| Abstention               | Abstention               | Abstention               | 59 808       | 26,63        | 60 255      | 26,84       |
| Inscrits / participation | Inscrits / participation | Inscrits / participation | 224 570      | 73,37        | 224 457     | 73,16       |

### 2017
Le premier tour de l'élection présidentielle de 2017 voit s'affronter onze candidats. Emmanuel Macron arrive en tête devant Marine Le Pen et tous deux se qualifient pour le second tour. Néanmoins, avec François Fillon et Jean-Luc Mélenchon, les scores des quatre candidats ayant recueilli le plus de voix sont serrés (4,43 points entre le 1er et le 4e). Pour la première fois, aucun des candidats des deux partis politiques pourvoyeurs jusque-là des présidents de la Ve République, n'est présent au second tour. Celui-ci se tient le dimanche 7 mai et se solde par la victoire d'Emmanuel Macron, avec un total de 20 753 798 bulletins de vote en sa faveur, soit 66,10 % des suffrages exprimés, face à la candidate du Front national, qui recueille 33,90 %. Le scrutin est néanmoins marqué par une forte abstention et par un record de votes blancs ou nuls. 
Dans le Cher, Marine Le Pen arrive en tête du premier tour avec 24,18 % des exprimés, suivie de Emmanuel Macron (22,05 %), Jean-Luc Mélenchon (19,51 %), François Fillon (19,09 %) et Nicolas Dupont-Aignan (5,53 %). Au second tour, les électeurs ont voté à 61,17 % pour Emmanuel Macron contre 38,83 % pour Marine Le Pen avec un taux de participation de 74,66 % des inscrits.
|             | FN          | Marine Le Pen         | 41 753  | 24,18 %    | 57 358  | 38,83 %    |  |  |
|             | EM          | Emmanuel Macron       | 38 076  | 22,05 %    | 90 376  | 61,17 %    |  |  |
|             | LFI         | Jean-Luc Mélenchon    | 33 694  | 19,51 %    |         |            |  |  |
|             | LR          | François Fillon       | 32 967  | 19,09 %    |         |            |  |  |
|             | DLF         | Nicolas Dupont-Aignan | 9 554   | 5,53 %     |         |            |  |  |
|             | PS          | Benoît Hamon          | 9 157   | 5,3 %      |         |            |  |  |
|             | NPA         | Philippe Poutou       | 2 106   | 1,22 %     |         |            |  |  |
|             | RES         | Jean Lassalle         | 1 925   | 1,11 %     |         |            |  |  |
|             | LO          | Nathalie Arthaud      | 1 630   | 0,94 %     |         |            |  |  |
|             | UPR         | François Asselineau   | 1 479   | 0,86 %     |         |            |  |  |
|             | SP          | Jacques Cheminade     | 345     | 0,2 %      |         |            |  |  |
|             |             |                       |         |            |         |            |  |  |
|             |             |                       | Nombre  | % inscrits | Nombre  | % inscrits |  |  |
| Inscrits    | Inscrits    | Inscrits              | 228 983 |            | 228 984 |            |  |  |
| Abstentions | Abstentions | Abstentions           | 50 910  | 22,23 %    | 58 021  | 25,34 %    |  |  |
| Votants     | Votants     | Votants               | 178 073 | 77,77 %    | 170 963 | 74,66 %    |  |  |
|             |             |                       |         |            |         |            |  |  |
|             |             |                       |         | % votants  |         | % votants  |  |  |
| Blancs      | Blancs      | Blancs                | 4 010   | 1,75 %     | 18 098  | 7,9 %      |  |  |
| Nuls        | Nuls        | Nuls                  | 1 377   | 0,6 %      | 5 131   | 2,24 %     |  |  |
| Exprimés    | Exprimés    | Exprimés              | 172 686 | 75,41 %    | 147 734 | 64,52 %    |  |  |

### 2012
Hollande, désigné par le PS à la suite d'une primaire ouverte, devance Sarkozy dès le premier tour de l'élection présidentielle de 2012 : c'est la première fois qu'un président sortant est ainsi devancé. Au second tour, Sarkozy est battu mais par un écart plus faible qu'attendu.
Dans le Cher, François Hollande arrive en tête du premier tour avec 26,76 % des exprimés, suivi de Nicolas Sarkozy (24,96 %), Marine Le Pen (19,73 %), Jean-Luc Mélenchon (13,81 %) et François Bayrou (8,84 %). Au second tour, les électeurs ont voté à 54,04 % pour François Hollande contre 45,96 % pour Nicolas Sarkozy avec un taux de participation de 80,18 % des inscrits.
|                | PS             | François Hollande     | 48 608  | 26,76 %    | 92 857  | 54,04 %    |  |  |
|                | UMP            | Nicolas Sarkozy       | 45 331  | 24,96 %    | 78 959  | 45,96 %    |  |  |
|                | FN             | Marine Le Pen         | 35 825  | 19,73 %    |         |            |  |  |
|                | FG             | Jean-Luc Mélenchon    | 25 079  | 13,81 %    |         |            |  |  |
|                | MoDem          | François Bayrou       | 16 048  | 8,84 %     |         |            |  |  |
|                | DLF            | Nicolas Dupont-Aignan | 3 825   | 2,11 %     |         |            |  |  |
|                | EELV           | Éva Joly              | 2 861   | 1,58 %     |         |            |  |  |
|                | NPA            | Philippe Poutou       | 2 218   | 1,22 %     |         |            |  |  |
|                | LO             | Nathalie Arthaud      | 1 387   | 0,76 %     |         |            |  |  |
|                | S&P            | Jacques Cheminade     | 433     | 0,24 %     |         |            |  |  |
|                |                |                       |         |            |         |            |  |  |
|                |                |                       | Nombre  | % inscrits | Nombre  | % inscrits |  |  |
| Inscrits       | Inscrits       | Inscrits              | 230 917 |            | 231 015 |            |  |  |
| Abstentions    | Abstentions    | Abstentions           | 45 295  | 19,62 %    | 45 785  | 19,82 %    |  |  |
| Votants        | Votants        | Votants               | 185 622 | 80,38 %    | 185 230 | 80,18 %    |  |  |
|                |                |                       |         |            |         |            |  |  |
|                |                |                       |         | % votants  |         | % votants  |  |  |
| Blancs ou nuls | Blancs ou nuls | Blancs ou nuls        | 4 007   | 2,16 %     | 13 414  | 7,24 %     |  |  |
| Exprimés       | Exprimés       | Exprimés              | 181 615 | 97,84 %    | 171 816 | 97,84 %    |  |  |

### 2007
Au premier tour de l'élection présidentielle de 2007, Sarkozy réussit à capter une partie des voix de Le Pen et arrive largement en tête. Royal est la première femme qualifiée pour le second tour d'une élection présidentielle. Elle est battue avec une avance de 6 points.
Dans le Cher, Nicolas Sarkozy arrive en tête du premier tour avec 28,51 % des exprimés, suivi de Ségolène Royal (23,56 %), François Bayrou (17,95 %), Jean-Marie Le Pen (11,73 %) et Olivier Besancenot (5,18 %). Au second tour, les électeurs ont voté à 51,39 % pour Nicolas Sarkozy contre 48,61 % pour Ségolène Royal avec un taux de participation de 83,38 % des inscrits.
|                | UMP            | Nicolas Sarkozy      | 53 656  | 28,51 %    | 94 447  | 51,39 %    |  |  |
|                | PS             | Ségolène Royal       | 44 326  | 23,56 %    | 89 323  | 48,61 %    |  |  |
|                | UDF            | François Bayrou      | 33 775  | 17,95 %    |         |            |  |  |
|                | FN             | Jean-Marie Le Pen    | 22 076  | 11,73 %    |         |            |  |  |
|                | LCR            | Olivier Besancenot   | 9 750   | 5,18 %     |         |            |  |  |
|                | GPA            | Marie-George Buffet  | 7 238   | 3,85 %     |         |            |  |  |
|                | MPF            | Philippe de Villiers | 5 193   | 2,76 %     |         |            |  |  |
|                | LO             | Arlette Laguiller    | 3 350   | 1,78 %     |         |            |  |  |
|                | CPNT           | Frédéric Nihous      | 2 851   | 1,52 %     |         |            |  |  |
|                | Les Verts      | Dominique Voynet     | 2 673   | 1,42 %     |         |            |  |  |
|                | SE             | José Bové            | 2 503   | 1,33 %     |         |            |  |  |
|                | CNRSP          | Gérard Schivardi     | 782     | 0,42 %     |         |            |  |  |
|                |                |                      |         |            |         |            |  |  |
|                |                |                      | Nombre  | % inscrits | Nombre  | % inscrits |  |  |
| Inscrits       | Inscrits       | Inscrits             | 232 301 |            | 232 240 |            |  |  |
| Abstentions    | Abstentions    | Abstentions          | 40 811  | 17,57 %    | 38 604  | 16,62 %    |  |  |
| Votants        | Votants        | Votants              | 191 490 | 82,43 %    | 193 636 | 83,38 %    |  |  |
|                |                |                      |         |            |         |            |  |  |
|                |                |                      |         | % votants  |         | % votants  |  |  |
| Blancs ou nuls | Blancs ou nuls | Blancs ou nuls       | 3 317   | 1,73 %     | 9 866   | 5,1 %      |  |  |
| Exprimés       | Exprimés       | Exprimés             | 188 173 | 98,27 %    | 183 770 | 94,9 %     |  |  |

### 2002
Après cinq années de cohabitation, un duel est attendu entre Chirac et le Premier ministre Jospin lors de l'élection présidentielle de 2002, mais, à la surprise générale, ce dernier est devancé par Le Pen au premier tour. Au second tour, Chirac bénéficie du ralliement de la gauche et reçoit un score sans précédent. Il s'agit de la première élection pour un mandat de cinq ans et non plus sept.
Dans le Cher, Jacques  Chirac arrive en tête du premier tour avec 20,69 % des exprimés, suivi de Jean-Marie  Le Pen (15,82 %), Lionel  Jospin (14,73 %), Arlette Laguiller (6,91 %) et Robert  Hue (6,45 %). Au second tour, les électeurs ont voté à 83,07 % pour Jacques  Chirac contre 16,93 % pour Jean-Marie  Le Pen avec un taux de participation de 80,13 % des inscrits.
|                | RPR            | Jacques Chirac          | 33 276  | 20,69 %    | 142 410 | 83,07 %    |  |  |
|                | FN             | Jean-Marie Le Pen       | 25 449  | 15,82 %    | 29 027  | 16,93 %    |  |  |
|                | PS             | Lionel Jospin           | 23 688  | 14,73 %    |         |            |  |  |
|                | LO             | Arlette Laguiller       | 11 121  | 6,91 %     |         |            |  |  |
|                | PC             | Robert Hue              | 10 377  | 6,45 %     |         |            |  |  |
|                | UDF            | François Bayrou         | 9 493   | 5,9 %      |         |            |  |  |
|                | CPNT           | Jean Saint-Josse        | 8 891   | 5,53 %     |         |            |  |  |
|                | MC             | Jean-Pierre Chevènement | 7 950   | 4,94 %     |         |            |  |  |
|                | LCR            | Olivier Besancenot      | 6 887   | 4,28 %     |         |            |  |  |
|                | Les Verts      | Noël Mamère             | 6 500   | 4,04 %     |         |            |  |  |
|                | DL             | Alain Madelin           | 5 549   | 3,45 %     |         |            |  |  |
|                | MNR            | Bruno Mégret            | 3 597   | 2,24 %     |         |            |  |  |
|                | PRG            | Christiane Taubira      | 2 838   | 1,76 %     |         |            |  |  |
|                | Cap21          | Corinne Lepage          | 2 608   | 1,62 %     |         |            |  |  |
|                | FRS            | Christine Boutin        | 1 728   | 1,07 %     |         |            |  |  |
|                | PT             | Daniel Gluckstein       | 906     | 0,56 %     |         |            |  |  |
|                |                |                         |         |            |         |            |  |  |
|                |                |                         | Nombre  | % inscrits | Nombre  | % inscrits |  |  |
| Inscrits       | Inscrits       | Inscrits                | 228 109 |            | 228 040 |            |  |  |
| Abstentions    | Abstentions    | Abstentions             | 60 799  | 26,65 %    | 45 320  | 19,87 %    |  |  |
| Votants        | Votants        | Votants                 | 167 310 | 73,35 %    | 182 720 | 80,13 %    |  |  |
|                |                |                         |         |            |         |            |  |  |
|                |                |                         |         | % votants  |         | % votants  |  |  |
| Blancs ou nuls | Blancs ou nuls | Blancs ou nuls          | 6 452   | 3,86 %     | 11 283  | 6,18 %     |  |  |
| Exprimés       | Exprimés       | Exprimés                | 160 858 | 96,14 %    | 171 437 | 93,82 %    |  |  |

### 1995
Après une nouvelle cohabitation et alors que la droite est particulièrement divisée entre Chirac et le Premier ministre Balladur, Jospin réussit à arriver en tête au premier tour de l'élection présidentielle de 1995, malgré la très lourde défaite de la gauche aux législatives de 1993. Au second tour, il est battu par Chirac.
Dans le Cher, Lionel Jospin arrive en tête du premier tour avec 20,87 % des exprimés, suivi de Jacques Chirac (20,27 %), Édouard Balladur (18 %), Robert Hue (13,77 %) et Jean-Marie Le Pen (13,54 %). Au second tour, les électeurs ont voté à 50,65 % pour Jacques Chirac contre 49,35 % pour Lionel Jospin avec un taux de participation de 79,76 % des inscrits.
|                | PS             | Lionel Jospin        | 36 727  | 20,87 %    | 84 204  | 49,35 %    |  |  |
|                | RPR            | Jacques Chirac       | 35 663  | 20,27 %    | 86 428  | 50,65 %    |  |  |
|                | RPR            | Édouard Balladur     | 31 672  | 18 %       |         |            |  |  |
|                | PC             | Robert Hue           | 24 234  | 13,77 %    |         |            |  |  |
|                | FN             | Jean-Marie Le Pen    | 23 823  | 13,54 %    |         |            |  |  |
|                | LO             | Arlette Laguiller    | 9 562   | 5,43 %     |         |            |  |  |
|                | MPF            | Philippe de Villiers | 8 671   | 4,93 %     |         |            |  |  |
|                | Les Verts      | Dominique Voynet     | 5 064   | 2,88 %     |         |            |  |  |
|                | S&P            | Jacques Cheminade    | 559     | 0,32 %     |         |            |  |  |
|                |                |                      |         |            |         |            |  |  |
|                |                |                      | Nombre  | % inscrits | Nombre  | % inscrits |  |  |
| Inscrits       | Inscrits       | Inscrits             | 228 986 |            | 228 867 |            |  |  |
| Abstentions    | Abstentions    | Abstentions          | 46 961  | 20,51 %    | 46 317  | 20,24 %    |  |  |
| Votants        | Votants        | Votants              | 182 025 | 79,49 %    | 182 550 | 79,76 %    |  |  |
|                |                |                      |         |            |         |            |  |  |
|                |                |                      |         | % votants  |         | % votants  |  |  |
| Blancs ou nuls | Blancs ou nuls | Blancs ou nuls       | 6 050   | 3,32 %     | 11 918  | 6,53 %     |  |  |
| Exprimés       | Exprimés       | Exprimés             | 175 975 | 96,68 %    | 170 632 | 93,47 %    |  |  |

### 1988
Après deux ans de cohabitation, Mitterrand affronte le Premier ministre Chirac lors de l'élection présidentielle de 1988. Le Pen obtient au premier tour un score jusque-là sans précédent pour un parti d'extrême droite. Au second tour, Mitterrand est facilement réélu.
Dans le Cher, François Mitterrand arrive en tête du premier tour avec 33,29 % des exprimés, suivi de Jacques Chirac (18,72 %), Raymond Barre (16,57 %), André Lajoinie (11,79 %) et Jean-Marie Le Pen (11,57 %). Au second tour, les électeurs ont voté à 57,07 % pour François Mitterrand contre 42,93 % pour Jacques Chirac avec un taux de participation de 84,9 % des inscrits.
|                | PS                    | François Mitterrand | 60 319  | 33,29 %    | 104 805 | 57,07 %    |  |  |
|                | RPR                   | Jacques Chirac      | 33 926  | 18,72 %    | 78 851  | 42,93 %    |  |  |
|                | SE                    | Raymond Barre       | 30 034  | 16,57 %    |         |            |  |  |
|                | PC                    | André Lajoinie      | 21 363  | 11,79 %    |         |            |  |  |
|                | FN                    | Jean-Marie Le Pen   | 20 963  | 11,57 %    |         |            |  |  |
|                | Les Verts             | Antoine Waechter    | 5 873   | 3,24 %     |         |            |  |  |
|                | LO                    | Arlette Laguiller   | 4 180   | 2,31 %     |         |            |  |  |
|                | Communiste rénovateur | Pierre Juquin       | 3 810   | 2,1 %      |         |            |  |  |
|                | MPT                   | Pierre Boussel      | 744     | 0,41 %     |         |            |  |  |
|                |                       |                     |         |            |         |            |  |  |
|                |                       |                     | Nombre  | % inscrits | Nombre  | % inscrits |  |  |
| Inscrits       | Inscrits              | Inscrits            | 225 337 |            | 225 184 |            |  |  |
| Abstentions    | Abstentions           | Abstentions         | 40 091  | 17,79 %    | 34 014  | 15,1 %     |  |  |
| Votants        | Votants               | Votants             | 185 246 | 82,21 %    | 191 170 | 84,9 %     |  |  |
|                |                       |                     |         |            |         |            |  |  |
|                |                       |                     |         | % votants  |         | % votants  |  |  |
| Blancs ou nuls | Blancs ou nuls        | Blancs ou nuls      | 4 034   | 2,18 %     | 7 514   | 3,93 %     |  |  |
| Exprimés       | Exprimés              | Exprimés            | 181 212 | 97,82 %    | 183 656 | 96,07 %    |  |  |

### 1981
Lors de l'élection présidentielle de 1981, Giscard d'Estaing arrive en tête au premier tour et affronte, comme la fois précédente, Mitterrand. Pour la première fois, un président sortant est battu : Mitterrand devient le premier président de gauche de la Ve République.
Dans le Cher, Valéry Giscard d'Estaing arrive en tête du premier tour avec 27,66 % des exprimés, suivi de François Mitterrand (22,82 %), Georges Marchais (20,26 %), Jacques Chirac (17,52 %) et Brice Lalonde (3,27 %). Au second tour, les électeurs ont voté à 52,02 % pour François Mitterrand contre 47,19 % pour Valéry Giscard d'Estaing avec un taux de participation de 87,57 % des inscrits.
|                | UDF            | Valéry Giscard d'Estaing | 49 693  | 27,66 %    | 88 143  | 47,19 %    |  |  |
|                | PS             | François Mitterrand      | 40 999  | 22,82 %    | 98 652  | 52,81 %    |  |  |
|                | PC             | Georges Marchais         | 36 392  | 20,26 %    |         |            |  |  |
|                | RPR            | Jacques Chirac           | 31 467  | 17,52 %    |         |            |  |  |
|                | MEP            | Brice Lalonde            | 5 866   | 3,27 %     |         |            |  |  |
|                | LO             | Arlette Laguiller        | 4 817   | 2,68 %     |         |            |  |  |
|                | MRG            | Michel Crépeau           | 3 736   | 2,08 %     |         |            |  |  |
|                | Divers droite  | Michel Debré             | 3 305   | 1,84 %     |         |            |  |  |
|                | Divers droite  | Marie-France Garaud      | 1 997   | 1,11 %     |         |            |  |  |
|                | PSU            | Huguette Bouchardeau     | 1 356   | 0,75 %     |         |            |  |  |
|                |                |                          |         |            |         |            |  |  |
|                |                |                          | Nombre  | % inscrits | Nombre  | % inscrits |  |  |
| Inscrits       | Inscrits       | Inscrits                 | 219 990 |            | 219 830 |            |  |  |
| Abstentions    | Abstentions    | Abstentions              | 37 193  | 16,91 %    | 27 317  | 12,43 %    |  |  |
| Votants        | Votants        | Votants                  | 182 797 | 83,09 %    | 192 513 | 87,57 %    |  |  |
|                |                |                          |         |            |         |            |  |  |
|                |                |                          |         | % votants  |         | % votants  |  |  |
| Blancs ou nuls | Blancs ou nuls | Blancs ou nuls           | 3 169   | 1,73 %     | 5 718   | 2,97 %     |  |  |
| Exprimés       | Exprimés       | Exprimés                 | 179 628 | 98,27 %    | 186 795 | 97,03 %    |  |  |

### 1974
L'élection présidentielle de 1974 est une élection anticipée à la suite de la mort de Pompidou. Mitterrand, candidat unique de la gauche, est largement en tête au premier tour devant Giscard d'Estaing, qui distance lui-même Chaban-Delmas. Au terme d'une campagne animée, marquée par un débat télévisé tendu, Giscard d'Estaing l'emporte avec une très courte avance.
Dans le Cher, François Mitterrand arrive en tête du premier tour avec 44,95 % des exprimés, suivi de Valéry Giscard d'Estaing (31,2 %), Jacques Chaban-Delmas (13,2 %), Jean Royer (4,46 %) et Arlette Laguiller (3,3 %). Au second tour, les électeurs ont voté à 52,02 % pour François Mitterrand contre 47,98 % pour Valéry Giscard d'Estaing avec un taux de participation de 88,58 % des inscrits.
|                | PS             | François Mitterrand       | 72 588  | 44,95 %    | 86 709  | 52,02 %    |  |  |
|                | RI             | Valéry Giscard d'Estaing' | 50 375  | 31,2 %     | 79 989  | 47,98 %    |  |  |
|                | UDR            | Jacques Chaban-Delmas     | 21 323  | 13,2 %     |         |            |  |  |
|                | SE             | Jean Royer                | 7 209   | 4,46 %     |         |            |  |  |
|                | LO             | Arlette Laguiller         | 5 326   | 3,3 %      |         |            |  |  |
|                | SE, écologiste | René Dumont               | 1 462   | 0,91 %     |         |            |  |  |
|                | FN             | Jean-Marie Le Pen         | 1 150   | 0,71 %     |         |            |  |  |
|                | MDSF           | Émile Muller              | 895     | 0,55 %     |         |            |  |  |
|                | FCR            | Alain Krivine             | 572     | 0,35 %     |         |            |  |  |
|                | NAR            | Bertrand Renouvin         | 292     | 0,18 %     |         |            |  |  |
|                | MFE            | Jean-Claude Sebag         | 214     | 0,13 %     |         |            |  |  |
|                |                |                           |         |            |         |            |  |  |
|                |                |                           | Nombre  | % inscrits | Nombre  | % inscrits |  |  |
| Inscrits       | Inscrits       | Inscrits                  | 190 913 |            | 190 758 |            |  |  |
| Abstentions    | Abstentions    | Abstentions               | 27 935  | 14,63 %    | 21 787  | 11,42 %    |  |  |
| Votants        | Votants        | Votants                   | 162 978 | 85,37 %    | 168 971 | 88,58 %    |  |  |
|                |                |                           |         |            |         |            |  |  |
|                |                |                           |         | % votants  |         | % votants  |  |  |
| Blancs ou nuls | Blancs ou nuls | Blancs ou nuls            | 1 494   | 0,92 %     | 2 273   | 1,35 %     |  |  |
| Exprimés       | Exprimés       | Exprimés                  | 161 484 | 99,08 %    | 166 698 | 98,65 %    |  |  |

### 1969
L'élection présidentielle de 1969 est une élection anticipée à la suite de la démission de De Gaulle. La gauche se lance désunie dans la course et, bien que Duclos (PCF) manque de le devancer, c'est le président par intérim Poher qui accède au second tour face à l'ex-Premier ministre Pompidou. Alors que Duclos refuse d'appeler à voter au second tour pour « bonnet blanc ou blanc bonnet », Pompidou est finalement largement élu.
Dans le Cher, Georges Pompidou arrive en tête du premier tour avec 39,98 % des exprimés, suivi de Jacques Duclos (28,92 %), Alain Poher (22,96 %), Gaston Defferre (3,21 %) et Michel Rocard (2,54 %). Au second tour, les électeurs ont voté à 56,27 % pour Georges Pompidou contre 43,73 % pour Alain Poher avec un taux de participation de 66,06 % des inscrits.
|                | UDR            | Georges Pompidou | 57 767  | 39,98 %    | 63 605  | 56,27 %    |  |  |
|                | PC             | Jacques Duclos   | 41 789  | 28,92 %    |         |            |  |  |
|                | CD             | Alain Poher      | 33 177  | 22,96 %    | 49 427  | 43,73 %    |  |  |
|                | SFIO           | Gaston Defferre  | 4 633   | 3,21 %     |         |            |  |  |
|                | PSU            | Michel Rocard    | 3 670   | 2,54 %     |         |            |  |  |
|                | SE             | Louis Ducatel    | 1 994   | 1,38 %     |         |            |  |  |
|                | LC             | Alain Krivine    | 1 477   | 1,02 %     |         |            |  |  |
|                |                |                  |         |            |         |            |  |  |
|                |                |                  | Nombre  | % inscrits | Nombre  | % inscrits |  |  |
| Inscrits       | Inscrits       | Inscrits         | 187 582 |            | 187 543 |            |  |  |
| Abstentions    | Abstentions    | Abstentions      | 41 306  | 22,02 %    | 63 661  | 33,94 %    |  |  |
| Votants        | Votants        | Votants          | 146 276 | 77,98 %    | 123 882 | 66,06 %    |  |  |
|                |                |                  |         |            |         |            |  |  |
|                |                |                  |         | % votants  |         | % votants  |  |  |
| Blancs ou nuls | Blancs ou nuls | Blancs ou nuls   | 1 769   | 1,21 %     | 10 850  | 8,76 %     |  |  |
| Exprimés       | Exprimés       | Exprimés         | 144 507 | 98,79 %    | 113 032 | 91,24 %    |  |  |

### 1965
L'élection présidentielle de 1965 est la première élection au suffrage universel direct à la suite du référendum d'octobre 1962. De Gaulle est mis en ballottage, à la surprise générale, par Mitterrand, candidat unique de la gauche. La campagne du second tour est axée sur l'Europe et les relations internationales ainsi que sur l'armement nucléaire. De Gaulle est finalement réélu avec une large avance.
Dans le Cher, Charles de Gaulle arrive en tête du premier tour avec 41,1 % des exprimés, suivi de François Mitterrand (38,73 %), Jean Lecanuet (12,33 %), Jean-Louis Tixier-Vignancour (4,69 %) et Pierre Marcilhacy (2,01 %). Au second tour, les électeurs ont voté à 50,13 % pour Charles de Gaulle contre 49,87 % pour François Mitterrand avec un taux de participation de 84,21 % des inscrits.
|                | UNR            | Charles de Gaulle            | 63 405  | 41,1 %     | 76 460  | 50,13 %    |  |  |
|                | CIR            | François Mitterrand          | 59 749  | 38,73 %    | 76 057  | 49,87 %    |  |  |
|                | MRP            | Jean Lecanuet                | 19 026  | 12,33 %    |         |            |  |  |
|                | SE             | Jean-Louis Tixier-Vignancour | 7 233   | 4,69 %     |         |            |  |  |
|                | PLE            | Pierre Marcilhacy            | 3 102   | 2,01 %     |         |            |  |  |
|                | SE             | Marcel Barbu                 | 1 772   | 1,15 %     |         |            |  |  |
|                |                |                              |         |            |         |            |  |  |
|                |                |                              | Nombre  | % inscrits | Nombre  | % inscrits |  |  |
| Inscrits       | Inscrits       | Inscrits                     | 186 105 |            | 185 981 |            |  |  |
| Abstentions    | Abstentions    | Abstentions                  | 30 222  | 16,24 %    | 29 366  | 15,79 %    |  |  |
| Votants        | Votants        | Votants                      | 155 883 | 83,76 %    | 156 615 | 84,21 %    |  |  |
|                |                |                              |         |            |         |            |  |  |
|                |                |                              |         | % votants  |         | % votants  |  |  |
| Blancs ou nuls | Blancs ou nuls | Blancs ou nuls               | 1 596   | 1,02 %     | 4 098   | 2,62 %     |  |  |
| Exprimés       | Exprimés       | Exprimés                     | 154 287 | 98,98 %    | 152 517 | 97,38 %    |  |  |